# 25e Wereldjamboree
De 25e wereldjamboree was een wereldjamboree van de scoutingbeweging welke gehouden werd van dinsdag 1 tot dinsdag 8 augustus 2023 in Saemangeum, Noord-Jeolla, Zuid-Korea en daarna vanaf die dinsdag tot zaterdag 12 augustus werd verlengd in de Koreaanse hoofdstad Seoel, georganiseerd door de Korea Scout Association met als thema "Draw Your Dream". Er zijn ongeveer 40.000 deelnemers uit zo'n 160 landen. Het Nederlandse contingent nam deel met ruim 2000 deelnemers, waarvan 1260 jeugddeelnemers, en het Belgische contingent met 1250 deelnemers.
Dit is de tweede keer dat er een wereldjamboree werd gehouden in Zuid-Korea. In 1991 werd de 17e Wereldjamboree gehouden in Goseong, Gangwon-do. 

## Thema
Het thema "Draw Your Dream!" daagt de deelnemers uit om de jamboree te beleven zoals zij dat zelf willen. Scouts geven zelf de invulling aan hun eigen ontwikkelingen, dagen zichzelf uit om een plezierige tijd te hebben met andere deelnemers.
Het Nederlandse contigent heeft een extra thema 'Save what bugs you!', elke groep van jeugddeelnemers draagt de naam van een insect.
Traditioneel presenteert het Belgische contingent zich met een stripfiguur om het verhaal van scouting in België op de Wereldjamboree uit te dragen. De keuze viel deze keer op Suske en Wiske, wetende dat wijlen hun geestelijke vader Willy Vandersteen ook een scout was. De Standaard Uitgeverij werkte speciale illustraties en het delegatie-logo uit met alle typische figuren rond Suske en Wiske, getekend in scoutsuniformen. Een eerder Suske en Wiske-verhaal rond de jamboree De wervelende waterzak werd heruitgegeven met zes extra pagina's voor de verkoop om te helpen de Wereldjamboree van de Belgische deelnemers te financieren.

## Jamboreeterrein
Het begin van de jamboree vond plaats in de Saemangeum-polder en strekte zich uit over een groot stuk land van 6,1 bij 1,8 km. Op het terrein waren vijf zones gemaakt waar gekampeerd werd. Daarnaast waren er delen waar activiteiten konden plaatsvinden. De slotmanifestatie vond in het Seoul World Cupstadion plaats.

## Weeromstandigheden

### Hittegolf
Honderden scouts werden bij de start van de wereldjamboree onwel door de hittegolf die heerste op het kampeerterrein. De Zuid-Koreaanse overheid nam extra maatregelen. Er werd gezorgd voor extra schaduwplekken, waterpunten en medisch personeel. Ook werden er bussen met airco ingezet.
Toch besloten de Britse en Amerikaanse contingenten om met al hun 4000 deelnemers en vrijwilligers het kampeerterrein te verlaten. De Britten werden ondergebracht in hotels in de hoofdstad Seoel en de Amerikanen verhuisden hun kampement naar een lokale Amerikaanse legerbasis.

### Tyfoon: evacuatie
Vanwege de komst van de tyfoon Khanun besloot de wereldjamboree-organisatie, in samenwerking met het Koreaanse leger, om alle nog overgebleven 36.000 scouts op 8 augustus te evacueren. De wereldjamboree ging verder door in Seoel. Ze werden onder meer in hotels en resorts ondergebracht in de buurt van de hoofdstad. De Belgen verhuisden naar een universiteitscampus in Incheon en de Nederlanders werden onderverdeeld over de vier campussen van Suwon University, Hyundai University, Catholic University en een brandweerschool.
Op vrijdagavond vond in het Seoul World Cupstadion de slotmanifestatie plaats voor meer dan 40.000 deelnemers, die een dag later op 12 augustus terug huiswaarts keerden.
1920 · 
1924 · 
1929 · 
1933 · 
1937 · 
1941 (afgelast) · 
1947 · 
1951 · 
1955 · 
1957 · 
1959 · 
1963 · 
1967 · 
1971 · 
1975 · 
1979 (afgelast) · 
1983 · 
1987 · 
1991 · 
1995 · 
1998-1999 ·
2002-2003 ·
2007 · 
2011 · 
2015 · 
2019 · 
2023 · 
2027